# Dracula A.D. 1972
Dracula A.D. 1972 (Drácula 72 o Drácula 1973) es la sexta película de la saga del conde Drácula realizada por la Hammer Productions y protagonizada por Christopher Lee. La película fue dirigida por Alan Gibson y escrita por Don Houghton.
Tras el hiato que supone Las cicatrices de Drácula, que interrumpía la continuidad de las películas, esta representaba un nuevo inicio, conformando un díptico con la siguiente cinta del ciclo, The Satanic Rites of Dracula que repite la ambientación actual y la mayoría de personajes. Al contrario que las anteriores películas, tuvo un escenario contemporáneo en un intento de actualizar la historia de Drácula para el público moderno. Amén de la aparición de Lee, en ambas Peter Cushing recupera su papel de Van Helsing, e interpreta también a un descendiente de ese médico e investigador, no obstante ambas se desligan de las entregas anteriores desde el prólogo.
Cushing no se había vuelto a enfrentar con Lee desde el Drácula de 1958 y curiosamente, poco tiempo después (en 1974, en la película francesa de Pierre Grunstein Tendre Dracula), Cushing encarnaría a su archienemigo vampiro.
La historia nos sitúa en el Londres de principios de los años 1970, con grupos de jóvenes liberales aficionados a la diversión y las drogas, entre ellos Jessica Van Helsing, una bisnieta del enemigo de Drácula, interpretada por Stephanie Beacham.
Tras una macabra ceremonia de magia negra en una iglesia abandonada y desconsagrada, Drácula vuelve a la vida e intenta borrar de la faz de la tierra a los descendientes de su tenaz enemigo.